# Гусверк
Гусверк (нем. Gußwerk) — коммуна (нем. Gemeinde) в Австрии, в федеральной земле Штирия.
Входит в состав округа Брук-на-Муре. Население составляет 1436 человек (на 31 декабря 2005 года). Занимает площадь 285,36 км². Официальный код — 60207.

## Политическая ситуация
Бургомистр коммуны — Харальд Шиммер (СДПА) по результатам выборов 2005 года.
Совет представителей коммуны (нем. Gemeinderat) состоит из 15 мест.
- СДПА занимает 11 мест.
- АНП занимает 4 места.